# 那珂川市立岩戸小学校
那珂川市立岩戸小学校（なかがわしりつ いわどしょうがっこう）は、福岡県那珂川市大字西隈にある公立小学校。

## 態様
片縄山を西に仰ぎ見る、那珂川市中西部の一角に所在。東脇に那珂川の流れを湛える。

## 沿革
- 1874年 - 別所小学校として開校
- 1947年 - 那珂川町立岩戸小学校に改称
- 2018年10月1日 - 市制施行に伴い那珂川市立岩戸小学校に改称[1]

## 交通
西脇を国道385号が南北に走っている。

## 周辺
- 那珂川市役所

わずか北に存在。
- 那珂川市立岩戸幼稚園

わずか北に存在。
- 東隈浄水場

わずか北の那珂川の対岸に存在。
- 天神社

国道385号を挟んだ西に存在。
- 妙見神社

西方の山麓に存在。